# الإسلام في غينيا بيساو
الإسلام في غينيا بيساو هو الديانة الأكثر انتشار في البلاد ، ويقدر عدد أتباعها بنحو 58٪ من مواطنيها البالغ عددهم 1.4 مليون نسمة. الغالبية العظمى حوالي 92٪ هم من المسلمين هم سنة يتبعون المذهب المالكي في الفقه، مع بعض التأثيرات الصوفية. كما أن حوالي 6٪ شيعة من المسلمين و2٪ أحمدية.
الإسلام هو الدين السائد في غينيا بيساو حيث يشكلون 40٪ من المواطنين بعدهم الذي بلغ 800 ألف مسلم، بينما يَبلغ عدد كافة سكان البلد نحو 1.4 مليون نسمة، مما يجعل المسلمين من أتباع أكبر دين في البلاد.

## التاريخ
يَعود إلى شعب الفولانيين الذين قطنوا غرب أفريقيا وأسسوا فيها مملكة كبيرة خلال القرن الرابع عشر الميلادي التي امتدت من نهر غامبيا إلى ساحل المحيط الأطلسي فضل كبير في نشر الإسلام في منطقة غينيا بيساو. فقد استطاع الفولانيون السيطرة على مملكة الماندي، وبما أنهم كانوا تابعين للمرابطين فقد قاموا بنشر الإسلام في أراضي المنطقة التي شملت ما أصبح اليوم دولة غينيا بيساو، وقد استمر الفولانيون بالسيطرة على المنطقة ونشر الإسلام فيها حتى أواخر القرن التاسع عشر عند مجيء الاستعمار الذي قمع الحركة الإسلامية في المنطقة.